# Woodville (Derbyshire)
Pour les articles homonymes, voir Woodville.
Woodville est une paroisse civile et un village du Derbyshire, en Angleterre.